# Rock Dog. Pies ma głos!
Rock Dog. Pies ma głos! (tytuł oryg. Rock Dog) (tytuł chińsku. 摇滚藏獒) – film animowany z 2016 roku w reżyserii Ash Brannon, oparty na chińskiej powieści graficznej Tibetan Rock Dog autorstwa Zheng Jun.

## Fabuła
Bono należy do dumnej rasy mastifów tybetańskich. Jego ojciec bardzo chce, aby wstąpił w szeregi elitarnej straży, która strzeże osady przed stadem żarłocznych wilków. Ale kiedy pewnego dnia w łapy Bono trafia radio, wyrzucone z samolotu i młody pies po raz pierwszy słyszy dźwięki rock’n’rolla, już wie, jakie jest jego przeznaczenie. Przekonuje ojca, by dał mu szansę i rusza do wielkiego miasta, aby spełnić marzenie i zostać gwiazdą rocka.

## Wersja polska
Wersja polska: Studio PRL
Reżyseria: Dariusz Błażejewski
W polskim dubbingu wystąpili
- Jakub Molęda – Bodzio (alt. Bono)
- Marcin Dorociński – Angus Szarpidrut
- Mirosław Zbrojewicz – Szef
- Jacek Król – Kapral
- Anna Dereszowska – Adel
- Wiktor Zborowski – Mistrzu
- Tomasz Lach – Ziemniur
- Aleksander Milwiw-Baron – Lemmy
- Włodzimierz Press – Frojd